# Liaquat Ali Khan
 Liaquat Ali Khan, لیا قت علی خان em urdu/pashto; (Karnal, 1 de outubro de 1896 – Rawalpindi, 16 de outubro de 1951), foi um político paquistanês e Primeiro-ministro do Paquistão.

## Biografia
Khan nasceu em Karnal em uma família de língua urdu. Ele foi educado na Universidade Muçulmana Aligarh e na Universidade de Oxford. Depois de ser convidado pela primeira vez para o Congresso Nacional Indiano, ele mais tarde optou por se juntar à Liga Muçulmana de Toda a Índia, liderada por Muhammad Ali Jinnah, um ativista da independência indiana que mais tarde defendeu um Estado-nação muçulmano separado da Índia de maioria hindu. Khan ajudou Jinnah na campanha para o que ficaria conhecido como o Movimento do Paquistão. Ele foi um teórico político democrático que promoveu o parlamentarismo na Índia britânica.
O cargo de primeiro-ministro de Khan supervisionou o início da Guerra Fria, na qual a política externa de Khan ficou do lado do Bloco Ocidental liderado pelos Estados Unidos sobre o Bloco Oriental liderado pela União Soviética. Ele promulgou a Resolução de Objetivos, em 1949, que estipulou que o Paquistão seria uma democracia islâmica. Ele também ocupou a pasta do gabinete como o primeiro-ministro das Relações Exteriores, ministro da Defesa e ministro das regiões fronteiriças de 1947 até seu assassinato em 1951. Antes do cargo, Khan ocupou brevemente o cargo de ministro das Finanças da Índia Britânica no governo interino que assumiu a independência do Paquistão e da Índia, liderado por Louis Mountbatten, o então vice-rei da Índia.

Em março de 1951, ele sobreviveu a uma tentativa de golpe de Estado por opositores políticos de esquerda e segmentos do exército paquistanês. Enquanto discursava na Companhia Bagh de Rawalpindi, Khan foi morto a tiros por um militante afegão Said Akbar por razões desconhecidas. Khan recebeu postumamente o título de Shaheed-e-Milat ('Mártir da Nação') e é homenageado como um dos maiores primeiros-ministros do Paquistão.